# Tipula garuda
Tipula garuda är en tvåvingeart som beskrevs av Alexander 1953. Tipula garuda ingår i släktet Tipula och familjen storharkrankar.
Artens utbredningsområde är Myanmar. Inga underarter finns listade i Catalogue of Life.